# Leuctra aptera
Leuctra aptera är en bäcksländeart som beskrevs av Kacanski och Peter Zwick 1970. Leuctra aptera ingår i släktet Leuctra och familjen smalbäcksländor. Inga underarter finns listade i Catalogue of Life.